# Enjoy!
Enjoy! è il terzo album pubblicato dalla punk band californiana Descendents, edito nel 1986 dalla New Alliance Records

## Tracce
1. Enjoy – 2:10
2. Wendy – 2:22
3. Kids – 0:44
4. Hürtin' Crüe – 2:34
5. Sour Grapes – 3:47
6. Get the Time – 3:12
7. Orgofart – 2:18
8. Cheer – 3:01
9. 80's Girl – 2:15
10. Green – 3:34
11. Days Are Blood – 7:51
12. Orgo 51 – 1:20

## Formazione
- Milo Aukerman - voce
- Bill Stevenson - batteria
- Ray Cooper -  chitarra
- Doug Carrion -  basso